# Лонги, Дэвид
Дэвид Рассел Лонги (англ. David Russell Lange; 4 августа 1942 — 13 августа 2005) — 32-й премьер-министр Новой Зеландии (1984—1989). Возглавлял 4-е лейбористское правительство, одной из наиболее реформистских администраций в истории страны, которая однако не всегда соответствовала традиционным представлениям о социал-демократической партии. Был известен своим остроумием и красноречием.

## Ранние годы
Лонги родился в Отахуху, южном пригороде Окленда в семье врача немецкого происхождения. Его родственники пострадали от предрассудков во время Первой мировой войны из-за своей национальности, в 1984 году Лонги сам столкнулся с подобным, когда политические соперники попытались дискредитировать его из-за его германских корней. Он получил среднее образование в начальной школе Файрбёрн, средней школе Отара и колледже Отахуху.
С 1963 года он был членом Лейбористской партии.
В 1965 году окончил Оклендский университет, в котором он изучал право. Он зарабатывал на учёбу в университете работая на заморозке мяса. В 1968 году он женился на Наоми Крэмптон. В 1970 году он получил степень магистра права и занялся юридической практикой в Нортлэнде и Окленде, часто оказывая юридическую помощь самым обездоленным жителям Окленда.
Всю жизнь Лонги страдал от избыточного веса и связанных с этим проблем. К 1982 году его масса достигла 165 кг и ему была сделана операция по ушиванию желудка, чтобы снизить вес. Он объяснял свой талант язвительного остроумия и находчивости необходимостью защищать себя от издевательств в юности.

## Политическая карьера
В 1977 году на дополнительных выборах Лонги был избран в парламент от Лейбористской партии от округа Мангере, рабочего района Окленда с большим количеством маори. Став депутатом, Лонги быстро прославился в парламенте как оратор, остроумец и критик премьер-министра Роберта Малдуна. 3 февраля 1982 года он сменил Билла Роулинга на посту лидера Лейбористской партии и лидера оппозиции.

## Премьер-министр

### Внутренняя политика
Когда Малдун объявил внеочередные выборы в 1984 году, Лонги привел лейбористов к подавляющей победе, став в возрасте 41 года самым молодым премьером Новой Зеландии в XX веке.
Придя к власти, правительство Лонги обнаружило взлетевший до небес государственный долг, в результате политики Малдуна по государственному регулированию экономики, в том числе замораживания заработной платы и цен, а также регулированию обменного курса. Такие экономические условия побудили Лонги заявить: «мы оказались в ситуации, очень напоминающей польские верфи». Лонги и министр финансов Роджер Дуглас разработали программу ускоренной отмены государственного регулирования и продажи государственных активов, которая подверглась критике со стороны многих традиционных сторонников лейбористов. Кроме того лейбористская партия лишилась поддержки многих пожилых людей введя дополнительный налог на пенсии, в то время как было обещано не сокращать пенсии.
Эта политика получила название «роджерномики», подчеркивающее её связь с «рейганомикой» и «тэтчеризмом». После завершения первого срока администрации Лонги (1984—1987), в руководстве Лейбористской партии сформировались отдельные фракции во главе с Лонги, не желающего расширения реформ, и Дугласом и Ричардом Пребблом, которые выступали за их продолжение.
Биржевой крах 19 октября 1987 года подорвал доверие к новозеландской экономике. В 1988 году согласие по экономической политике среди руководства лейбористов было утрачено и завершилась отставкой Дугласа, после того как Лонги отклонил предложенный министром финансов радикальный подоходный налог на недвижимость. После ухода многих сторонников Лейбористская партия окончательно раскололась, от неё отделилась Новая Лейбористская партия во главе с Джимом Эндертоном, которая затем присоединилась к партии Альянс.

### Внешняя политика
Лонги получил известность в мире благодаря своей международной активности, включая солидарность с движением канаков на Новой Каледонии и сандинистским правительством Никарагуа, бойкот режима апартеида в ЮАР (в столице страны Веллингтоне было закрыто южноафриканское консульство).
Однако главной была продолжительная кампания против ядерного оружия. Его правительство запретило судам с ядерным оружием входить в территориальные воды Новой Зеландии, и этот запрет действует по сей день. Эта политика вступившая в действие в 1985 году, запрещала судам ВМФ США посещать Новую Зеландию. Это вызвало недовольство США и Австралии, которые считали, что эта политика нарушает обязательства в рамках договора АНЗЮС и снимает ответственность в обстановке «холодной войны». После консультаций с Австралией и безуспешных переговоров с Новой Зеландией, США объявили, что замораживают договорные обязательства по отношению к Новой Зеландии, пока судам ВМФ США не будет разрешён вход в новозеландские порты, охарактеризовав Новую Зеландию как «друга, но не союзника». Кризис на несколько месяцев стал главной темой многих американских СМИ, а некоторые американские политики называли позицию Новой Зеландии «предательством».
Одним из заметных событий того времени стала телевизионная трансляция дискуссионного клуба Oxford Union, во время которой Лонги проявил себя как опытный оратор заявив, что «ядерное оружие аморально», в ответ американскому телевангелисту Джерри Фалуэллу. (Телевидение Новой Зеландии сохранило аудиозапись этого выступления Лонги). В нём прозвучало его знаменитая фраза «От него (вашего дыхания) пахнет ураном…! (I can smell the uranium on it [your breath]…!)».
Утверждения, что Дэвид Лонги вывел Новую Зеландию из АНЗЮС, неверны. Политика его правительства привела к тому, что США приостановили свои обязательства по отношению к Новой Зеландии, но это решение было принято США, а не Новой Зеландией.
В январе 2006 года Архив Новой Зеландии передал газете The Sunday Star-Times ряд ранее засекреченных документов Дэвида Лонги. Они выявили, что Новая Зеландия была объектом деятельности западных спецслужб, и угрозы со стороны США вести разведывательную деятельность в Новой Зеландии, если она не отменит запрет на посещение судов с ядерным оружием.
Отношения с Францией также пережили испытание, когда 10 июля 1985 года агенты французской спецслужбы DGSE взорвали и утопили судно Greenpeace Rainbow Warrior, пришвартованное в Окленде, причём один человек погиб. В июне 1986 года Лонги, при посредничестве генерального секретаря ООН Хавьера Переса де Куэльяра, добился заключения политического соглашения с Францией по делу Rainbow Warrior. Франция согласилась выплатить Новой Зеландии компенсацию в размере 13 млн новозеландских долларов (6,5 млн долларов США) и принести свои извинения. В ответ Лонги согласился выдать двоих осуждённых французских агентов, с тем чтобы они отбывали заключение в течение 3 лет на французской военной базе. Однако оба шпиона были освобождены в мае 1988 года, спустя менее двух лет.
Будучи премьер-министром, Лонги принимал участие в автогонках, участвуя в соревнованиях спортивной серии Ford Laser.
Также на посту премьер-министра Лонги занимал посты министра иностранных дел (1984-87) и министра образования (1984-89). После того, как в 1989 году премьером и лидером партии стал Джеффри Палмер, Лонги в 1989-90 занимал посты генерального прокурора, возглавлял ведомство по расследованию крупных финансовых махинаций, а также государственного министра. В 1996 году из-за проблем со здоровьем он оставил место в парламенте.
Был известен своим остроумием и красноречием. Его правительство осуществляло далеко идущие рыночные реформы. Хелен Кларк назвала безъядерное законодательство Новой Зеландии его наследием.

## После ухода из политики
В 1996 году Лонги подал иск против Австралийской Вещательной Корпорации по обвинению в клевете. В ответ ABC сослалось на то, что Австралийская конституция предоставляет право на свободу слова в отношении политики, и на её сторону встал Верховный Суд Австралии.
В аналогичном судебном заседании в Новой Зеландии Лонги подал в суд на политолога Джо Аткинсона, за то что тот назвал его в журнальной статье ленивым премьер-министром. После заседания в 1998 году и апелляции в 2000 году, суд принял новое квалифицированное решение для СМИ обсуждающих политиков, подавать критические выражения, как мнение автора.
В 1990 году королева Великобритании произвела Лонги в кавалеры Почёта, 2 июня 2003 года он был награждён орденом Новой Зеландии. В 2003 году Лонги была присуждена награда «За правильный образ жизни», за его борьбу против ядерного оружия.

## Личная жизнь
В 1989 году Лонги разошёлся со своей женой, после 21 года брака и признался в том что долгое время поддерживал отношения со своим спичрайтером Маргарет Поуп, на которой он затем женился. Все это стало достоянием общественности, он подвергся публичной критике со стороны Наоми Лонги и собственной матери. Позднее он помирился с ними обеими. У него было трое детей от первого брака (с Наоми): Рой, Эмили, Байрон и дочь Эдит от второй жены (Маргарет Поуп).
В 1990 годах его проблемы со здоровьем осложнились диабетом и почечной недосточностью, вызванными избыточным весом. В 2002 году врачи обнаружили у него амилоидоз, редкое и неизлечимое заболевание крови. В связи с этим он прошел интенсивный курс лечения. Хотя первоначально утверждалось, что ему осталось жить только 4 месяца, Лонги обманул ожидания врачей, и оставался «оптимистического» мнения о своем здоровье. В середине июля 2005 года он поступил в госпиталь Окленда, чтобы провести ему перитониальный диализ. 2 августа ему ампутировали голень без общей анестезии из-за осложнений диабета.
Ухудшение здоровья совпало с выходом его мемуаров «Моя жизнь (My Life)» 8 августа 2005 года (ISBN 0-670-04556-X).
Своим последним интервью данным Herald on Sunday с больничной кровати, он оказал сильное влияние на предвыборную кампанию 2005 года в Новой Зеландии, заявив, что он «хочет выбраться из кровати и на инвалидном кресле отправится в Веллингтон», чтобы не допустить никакого ослабления его запрета на атомоходы.
Лонги скончался из-за осложнений связанных с болезнями почек и крови и госпитале Миддлмор, Окленд 13 августа 2005 года. Похоронен на кладбище Вайкарака.